# Somaya Faruqi
Somaya Faruqi (Afganistan, 2002) és una estudiant de robòtica afganesa. El 2020, davant el gran impacte que la pandèmia per coronavirus va tenir al seu país, va capitanejar un equip de robòtica femení que va dissenyar un ventilador mecànic de baix cost per tractar els pacients de la malaltia. L'equip capitanejat per Faruqi estava format per quatre estudiants més: Dyana Wahbzadeh, Folernace Poya, Ellaham Mansori i Nahid Rahimi. Tanmateix, la BBC només la va incloure a ella, com a capitana, en la seva llista de les 100 Dones més inspiradores i influents de l'any.

## Afghan Dreamers
L'equip de robòtica de Faruqi forma part del projecte conegut com a "Afghan Dreamers" (somiadores afganeses): un programa d'alfabetització digital per a dones joves impulsat per l'organització sense ànim de lucre de Roya Mahboob, una empresària i emprenedora tecnològica afganesa que amb només vint-i-tres anys es va convertir en la primera dona del país en accedir a un càrrec executiu. El programa de les Afghan Dreamers, amb seu a Herat, selecciona joves estudiants de tot el país per incorporar-les, durant dos anys, a l'equip nacional de robòtica per formar-les i participar en competicions internacionals. Més enllà dels respiradors mecànics, les Afghan Dreamers també han desenvolupat eines per ajudar els agricultors a recollir safrà i han creat robots i drons per al sector miner.

### Resposta davant la COVID-19
La ràpida propagació de la COVID-19 a l'Afganistan, el primer cas de la qual fou diagnosticat precisament a Herat, va dur a les autoritats locals a sol·licitar ajuda per obtenir més ventiladors i material mèdic. El model de ventilador mecànic desenvolupat per les Afghan Dreamers es va crear amb l'ajut d'experts de la Universitat Harvard a partir d'un prototip de codi obert de l'Institut Tecnològic de Massachusetts (MIT). D'acord amb el Ministeri de Salut Afganès, el disseny es compartirà amb l'Organització Mundial de la Salut.
El ventilador mecànic de les Afghan Dreamer es va desenvolupar en quatre mesos, és portàtil i té una autonomia de 10 hores a través de bateries elèctriques. El seu preu de producció és d'uns 700 dòlars quan el preu mitjà d'un ventilador tradicional és d'uns 20.000 dòlars.